# El temps de l'amor
El temps de l'amor (francès: Le Temps d'aimer) és una pel·lícula dramàtica franco-belga del 2023 dirigida per Katell Quillévéré. És protagonitzada per Anaïs Demoustier i Vincent Lacoste. S'ha doblat i subtitulat al català.
La pel·lícula es va inspirar parcialment en l'àvia de Quillévéré, que va guardar el secret que el seu fill gran havia estat concebut en una aventura amb un soldat alemany fins molt tard en la vida. En una entrevista prèvia a l'estrena per al Festival de Canes, Quillévéré va descriure la pel·lícula com un intent d'"entrellaçar la meva passió per Maurice Pialat i Douglas Sirk", fent una pel·lícula la trama melodramàtica i sirkiana de la qual estava efectivament en conflicte amb una estètica més realista i semblant a Pialat que no s'ajustava a les convencions estilístiques del melodrama tradicional.
La producció va començar a la primavera de 2022. Es va estrenar al programa d'estrenes del Festival de Cinema de Canes de 2023, on va competir per la Palma Queer.